# ساوت وودهام فررز
longitudeساوت وودهام فررزlatitudeساوت وودهام فررز
ساوت وودهام فررز (به انگلیسی: South Woodham Ferrers) یک شهرک در بریتانیا است که در اسکس واقع شده‌است.

## خصوصیات
ساوت وودهام فررز ۱۶٬۶۲۹ نفر جمعیت دارد.